# Sahih al-Bujari

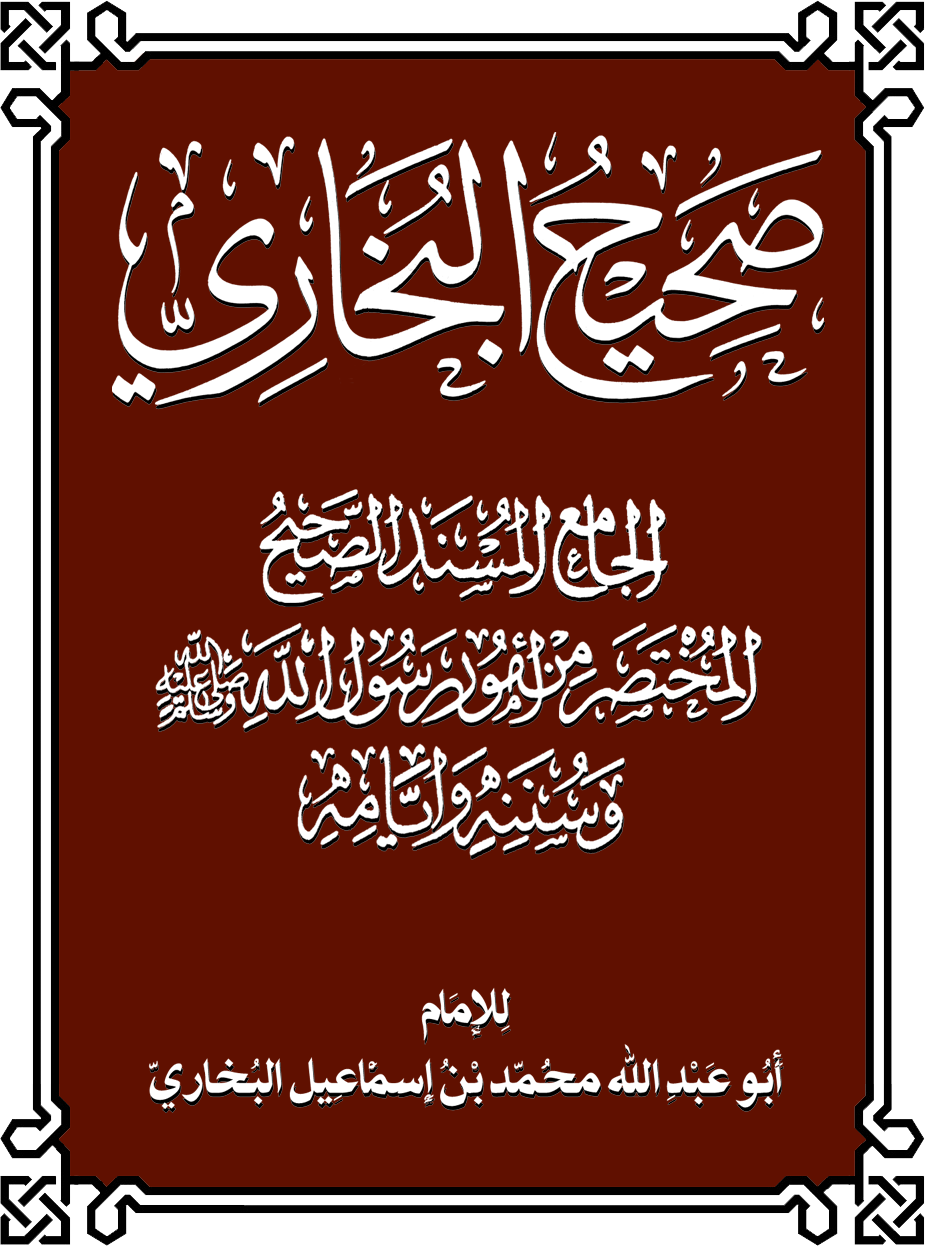
Portada de Sahih al-Bujari.

Sahih al-Bujari (en árabe: صحيح البخاري, Ṣaḥīḥ al-Bukhārī) es una de las Kutub al-Sittah (las seis compilaciones canónicas de hadices) del Islam sunita. La colección de tradiciones proféticas o hadices de Sahih al-Bujari fue obra del gran erudito musulmán Muhammad al-Bujari, completándose alrededor del 846. Los musulmanes sunitas la ven como una de las dos colecciones de hadices más confiables junto con la Sahih Muslim. La palabra árabe sahih se traduce como "verdadero del islam" y al-Bujari, sería el nombre del recopilador. Es considerada entre los sunitas como la colección más auténtica de hadices (sahih), por delante de Sahih Muslim. Junto con la colección Sahih Muslim forman la Sahihain o las "dos Sahihs".

## Título real
Según Ibn al-Salah, la obra se llama realmente: al-Jaami’ al-Sahih al-Musnad al-Mukhtasar min Umuri Rasooli-llahi wa sunanihi wa Ayyaamihi (La colección abreviada de auténticos hadices con cadenas conectadas sobre asuntos relacionados con el Profeta, sus prácticas y sus tiempos). Ibn Hajar al-Asqalani mencionó el mismo título, reemplazando la palabra umur ("asuntos") por hadiz.

## Colección
Al-Bujari viajó frecuentemente por todo el califato abasí desde los 16 años, recogiendo las tradiciones que creía dignas de confianza. Dedicó 16 años a seleccionar los hadices que incluyó en su Sahih de una colección de casi 600 000 narraciones.
Las fuentes difieren en el número exacto de hadices de la Sahih de Bujari, dependiendo de si un hadiz es definido como de tradición profética o una narración de esa tradición. Los expertos, en general, han estimado el número de narraciones completas en 7397 y, sin tener en cuenta las repeticiones o las diferentes versiones de las mismas, el número de tradiciones proféticas se reduce a aproximadamente 2602.
En el momento en que Bujari vio los trabajos anteriores y los transmitió, los combinó en su presentación, entre lo que se considerarían sahih ("correcto") y hasan ("buenos") y muchos de ellos incluían hadices daʻīf ("débiles"). Entonces, se despertó su interés en compilar hadices cuya autenticidad estaba fuera de toda duda. Lo que fortaleció aún más su resolución fue algo que su maestro, el erudito de hadices Ishaq ibn Ibrahim al-Hanthalee, más conocido como Ishaq Ibn Rahwayh, le había dicho:
"Estábamos con Ishaq Ibn Rahwayh, que había dicho que solo compilara un libro de narraciones auténticas del Profeta. Esta sugerencia permaneció en mi corazón, así que comencé a compilar la Sahih. Vi al Profeta en un sueño y fue como si estuviera parado frente a él. En mi mano había un abanico con el que lo protegía. Le pregunté entonces a algunos intérpretes de sueños, que me dijeron que lo protegería de las mentiras. Todo esto es lo que me obligó a producir la Sahih.
El libro cubre casi todos los aspectos de la vida al proporcionar una guía adecuada al islam, como el método de realizar oraciones y otras acciones de culto directamente del profeta islámico, Mahoma. Bujari terminó su trabajo alrededor del 846, y pasó los últimos veinticuatro años de su vida visitando otras ciudades y multitud de eruditos, enseñando los hadices que había recopilado. En cada ciudad que visitó, miles de personas se reunían en la mezquita principal para escucharlo recitar las tradiciones. En respuesta a las dudas académicas occidentales sobre la fecha real y la autoría del libro que lleva su nombre, los académicos señalan que los eruditos notables de hadices de esa época, como Ahmad ibn Hanbal (855), Yahya ibn Ma'in (847) o Ali ibn al-Madini (848), aceptaron la autenticidad de su libro y que la fama inmediata de la colección hace improbable que pudiera haber sido revisado después de la muerte del autor sin un registro histórico.
Durante un período de veinticuatro años, al-Bujari hizo revisiones menores a su libro, especialmente los títulos de los capítulos. Cada versión es nombrada por su narrador. Según Ibn Hajar al-Asqalani en su libro Nukat, el número de hadices en todas las versiones es el mismo. La más famosa actualmente es la versión narrada por al-Firabri (m. 932), un alumno de confianza de Bujari. Al-Jatib al-Baghdadi en su libro Historia de Bagdad citó a Firabri diciendo que alrededor de 70 000 personas pudieron escuchar la Sahih Bujari con él.
Firabri no fue el único transmisor de esta recopilación. Hubo muchos otros que narraron este libro a generaciones posteriores, como Ibrahim ibn Ma'qal (f. 907), Hammad ibn Shaker (f. 923), Mansur Burduzi (f. 931) o Husain Mahamili (fallecido en 941). Existen muchos libros que anotan diferencias entre estas versiones, siendo el más conocido el comentario Fath al-Bari.

## Contenido
Contiene aproximadamente 7275 tradiciones en nueve libros, organizados temáticamente, relatando las declaraciones de Mahoma sobre temas relacionados con la fe, creencia, oración, purificación, limosna, ayuno, peregrinación, monoteísmo, comercio, herencia, delitos, procedimientos judiciales, asesinatos, testamentos, votos, juramentos, guerra, vino y caza.

## Autenticidad
Bujari se destacó por las cuidadosas pruebas sobre la autenticidad de los hadices y mediante el rastreo de las genealogías, dando lugar a la metodología de ilm al-rijal ("estudio de los hombres", es decir, el estudio de las autoridades en la transmisión de hadices) y la forma definitiva del cuerpo de cada hadiz.
Hay que mencionar que en una pequeña cantidad de hadices ocurre que el narrador puede mencionar algo que escuchó, dentro de un hadiz con isnad, sin dar el isnad, esto causa que esa parte sea no "Mawsul" y sea rechazada. Un buen ejemplo sucede en "Sahih Al-Bukhari 6982" en la que el narrador "Az-Zuhri" dice que Mahoma intentó suicidarse:
"[...] Pero después de unos días Waraqa murió y la Inspiración Divina también se detuvo por un tiempo y el Profeta (ﷺ) se entristeció tanto, según los informes que nos han llegado, que varias veces intentó arrojarse desde las cimas de altas montañas y cada vez que subía En la cima de una montaña para arrojarse, Gabriel aparecía ante él y decía: "¡Oh Muhammad! En verdad eres el Mensajero de Allah (ﷺ)", tras lo cual su corazón se calmaba, se callaba y regresaba a casa. . Y cuando el período de la llegada de la inspiración se hacía largo, hacía lo mismo que antes, pero cuando llegaba a la cima de una montaña, Gabriel se aparecía ante él y le decía lo que había dicho antes. (Ibn `Abbas dijo con respecto al significado de: Él es Quien separa el amanecer (de la oscuridad)' (6:96) que Al-Asbah significa la luz del sol durante el día y la luz de la luna en noche)."

Se puede observar que el narrador dice "Según los reportes que nos han llegado" por lo que inmediatamente lo que narra después es da'if (Por lo tanto no, Mahoma no intentó suicidarse).
He aquí unos comentarios de los ulemas acerca de esto:
Ibn Hajar (que Allah tenga misericordia de él) dijo: Además, quien dijo “Según los informes que nos han llegado” es Az-Zuhri. Lo que estas palabras significan es: una de las cosas que escuchamos sobre el Mensajero de Allah (que la paz y las bendiciones de Allah sean con él) es esta historia. Es una de las historias que escuchó az-Zuhri, y no es mawsol (es decir, no tiene una cadena de narración conectada entre él y el Profeta (que la paz y las bendiciones de Allah sean con él)). Al-Karmaani dijo: Esto es lo que parece ser el caso. 
Abu Shaamah al-Maqdisi (que Allah tenga misericordia de él) dijo: Estas son palabras de az-Zuhri o de otra persona, y no de ‘Aa’ishah. Y Allah sabe más. Esto se debe a que dijo “Según los informes que nos han llegado”, y ‘Aa’ishah no dijo tal cosa sobre este asunto. 